# Manshiyat Khan al-Shih
Manshiyat Khan al-Shih (tiếng Ả Rập: منشية ان الشيح) là một ngôi làng Syria ở huyện Qatana của tỉnh Rif Dimashq. Theo Cục Thống kê Trung ương Syria (CBS), Manshiyat Khan al-Shih có dân số 2.146 trong cuộc điều tra dân số năm 2004.